# Халилеева, Александра Андреевна
Александра Андреевна Халилеева (урожд. Акимова) (1907—1971) — советская певица оперы и балета (лирико-колоратурное сопрано), также педагог. Заслуженная артистка РСФСР (1940), народная артистка РСФСР (1947).

## Биография
Родилась 2 апреля 1907 года в деревне Большая Добрая Краснинского уезда Смоленской губернии (ныне — Краснинский районСмоленской области).
Уже обучаясь в Краснинской школе, участвовала в хоре Народного дома. Здесь её заметил режиссёр драматического кружка, артист Анатолий Круковский и привлек к участию в спектаклях.
В 1925 году, окончив девять классов, поступила в музыкальное училище города Смоленска и одновременно занималась хореографией, выступала на концертах. В 1929 году стала студенткой вокального факультета Московской консерватории, которую она окончила за три года (класс Егора Егоровича Егорова). Сначала выступала в Москве как певица, но мечтая об оперной сцене, в 1934 поступила в аспирантуру Ленинградской консерватории, окончив её в 1936 году (руководители — Зоя Петровна Лодий и Евгения Адольфовна Бронская).
С этого момента вся жизнь Халилеевой была связана с Ленинградским академическим театром оперы и балета имени Кирова, где 7 января 1937 года состоялся её дебют. Этому театру певица отдала 25 лет своей жизни, включая и годы Великой Отечественной войны.
За свою долгую творческую деятельность выступала в концертах по всей стране и за границей. В 1962 году в составе ленинградской концертной бригады посетила родную Смоленщину. В 1956—1960 годах преподавала пение в Ленинградской консерватории, а с 1961 года — в Ленинградском дворце искусств им. К. С. Станиславского. Одновременно занималась общественной работой, написала ряд работ. Записывалась на пластинки фирмы «Мелодия» (1979).
Награждена орденами «Знак Почета» (1939), Трудового Красного Знамени (1940).
Умерла в Ленинграде 5 февраля 1971 года, похоронена на Большеохтинском кладбище.
В 2007 году в Краеведческом музее имени супругов Ерашовых в Смоленске была открыта выставка к 100-летнему юбилею знаменитой артистки. Музей располагают материалами, рассказывающими о жизни и деятельности Александры Андреевны Халилеевой: афиша одного из её выступлений, пластинка, фотографии, документы, записка от поклонников, письма.

## Заслуги
- Заслуженная артистка РСФСР (1940) и Народная артистка РСФСР (1947).
- Награждена орденами Трудового Красного Знамени (1940)[4] и «Знак Почёта» (1939)[5], а также медалями.